# Ua Pou
Ua Pou (także Ua Pu) – wyspa w Polinezji Francuskiej, w archipelagu Markizów. Leży około 50 km na południe od wyspy Nuku Hiva.

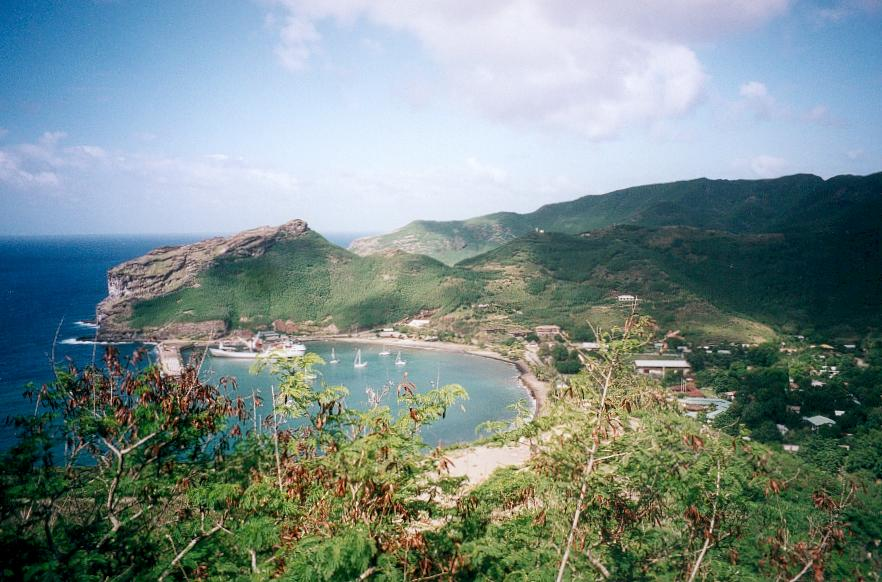
Port Hakahau

Powierzchnia wyspy to 105 km². Najwyższe wzniesienie wyspy to szczyt góry Oave o wysokości 1230 m n.p.m.
W północnej części wyspy znajduje się port lotniczy Ua Pou.